# Carlos David (Musiker)
Carlos David (* in Villa Las Matas) ist ein dominikanischer Cantautor.
David begann im Alter von drei Jahren zu singen und schrieb zehnjährig seine ersten Lieder. 1980 begann er ein Schauspielstudium in Santo Domingo und wurde Mitglied des Chores des von Fradique Lizardo geleiteten Ballet Folclórico Nacional. Daneben erlangte er 1983 einen Abschluss als Bachelor in den Fächern Mathematik und Physik. Er schloss sich dann dem Orchester von Bonny Cepeda als Chorsänger, Solist und Komponist an und wurde mit Titeln wie Lo que me gusta de te und El Perico bekannt. Als Mitglied des Orchesters von Dioni Fernández war er 1985 erfolgreich mit den Songs Cal y Arena und Oye muchacha. 1986 machte er mit dem Orquesta Liberación unter anderem die Songs Dame tu querer, Cobardía, El Humo del Cigarrillo, Yo te amo und Eterna melodía bekannt.
1987 gründete David ein eigenes Orchester, das u. a. mit Solo importa tú, Esa mujer, Pa que le coja con otra cosa, Yo no se que me diste de beber und La lagrimita Erfolg hatte. 1990 beteiligte er sich als musikalischer Koproduzent an Bonny Cepedas Projekt Punto G. 1993 ging er nach Puerto Rico. Dort produzierte er Songs von Gisselle Ortiz für das Label Combo/Rico/Records (1985) und von Bonny Cepedo für Sony BMG (1985). Bei Azucar Music Publishing erschienen seine Alben Tu Cintorita (1996) und Carlos David En Otro Son (1997), bei Sony Music 1998 sein Merengue-Album Carlos David.
Nach einer größeren Pause erschien 2010 Davids CD Carlos David Mundial. Im gleichen Jahr trat er mit seinem Orchester in der Show Del Medio Dia des dominikanischen Fernsehens auf. 2011 und 2017 unternahm er mit seinem Orchester und seinem Cuarteto Bohemio Konzertreisen. Zu den Sängern, die mit seinen Kompositionen auftraten, zählen Jailine Cintron, Jessica Cristina, Bonny Cepeda, Williams Marcano, Sergio Vargas und Jossie Esteban.